# 滑走
滑走（かっそう）とは滑るように走ることである。スキーやスノーボード、アイススケート、橇など氷上や雪上を滑ることも滑走という。

## 航空機の滑走
航空機が離陸するとき、離陸するために必要な速度になるまで、または着陸時、停止あるいは減速しタクシングを開始するまでに行なう陸上あるいは水上走行をさす。固定翼機では揚力を得るために滑走は必須である。ヘリコプターをはじめとする回転翼機や垂直離着陸機などでは原理的に滑走がいらないが、離着陸を有利にするためこれらでも滑走する場合が多い。離陸時は機体重量が大きいほど、または主翼面積が小さいほど高い速度でなければ離陸できず、滑走に長い距離が必要となる（翼面荷重も参照）。

## 鉄道車両の滑走
鉄道車両の場合、何らかの理由で車輪と軌条の間の摩擦力が低下し、制動時に車輪がロック（lock）し、そのままレール面を滑る現象を「滑走」という。これにより、列車の制動距離が大幅に伸び、駅などの停止位置をオーバーランしたり、時には列車追突などの弊害を生じるほか、車輪踏面が削れ、平たい部分（フラットスポット、通称フラット）が発生し、走行時に騒音や振動の発生源となる。そのため、鉄道車両は定期的に車輪踏面の削正を行う必要がある。
滑走防止のためアンチロック・ブレーキ・システムが、また、フラットの発生を防止するためフラット防止装置が装備されるようになった。